# Gunzenach/Kobelach
Die Gunzenach/Kobelach ist ein vom Ursprung bis zur Mündung offiziell zweinamiges Fließgewässer, das vom Dornbirner First beim Salzbödenkopf ausschließlich durch die Gemeinde Dornbirn fließt und von rechts in die Dornbirner Ach mündet. 

## Geographie

### Verlauf
Die Ach beginnt als Zusammenfassung von drei kleinerer Zuflüsse unterhalb des Salzbödenkopfs im Ebnitertal und fließt von Süd nach Nord bei Flusskilometer 0,00 (im Gütle) in die Dornbirner Ache (beim Flusskilometer der Dornbirner Ache 18,91).
Die Gunzenach/Kobelach ist auf ihrem Verlauf nur wenig durch Dämme eingefasst. Der direkte Zugang ist jedoch durch die Unwegsamkeit des Geländes meist nur schwer möglich.

### Zuflüsse
(Vom Ursprung bis zur Mündung mit Namen, Seite, Gewässerkilometer (GwKm), und Mündungshöhen (m ü. A.). Namen und Längen (auf eine Nachkommastelle gerundet) nach dem VorarlbergAtlas)
Die Gunzenach/Kobelach entspringt auf etwa 1573 m ü. A. bei GwKm 9,1 etwa 200 m unter dem Salzbödenkopf im Dornbirner First.
- Hörnlegraben (links), 0,3 km, bei GwKm 8,68 auf 1355 m ü. A.
- Fluhlöchlegraben (links), 0,7 km, bei GwKm 8,25 auf 1238 m ü. A.
- Morgeneggraben (rechts), 0,3 km bei GwKm 7,90 auf 1174 m ü. A.
- Nestbach (rechts),1,6 km, bei GwKm 7,21 auf 1091 m ü. A.
- Köhlereibach (links) 1,7 km, bei GwKm 6,90 auf 1070 m ü. A.
- Wolkenbruchtobel(bach) (rechts), 0,8 km, bei GwKm 5,74 auf 1005 m ü. A.
- Gunzenmoosriesebach (rechts), 1,7 km, bei GwKm 4,31 auf 883 m ü. A.
- Lauberbach (rechts), 2,9 km, bei GwKm 4,24 auf 880 m ü. A.
- Knopfriese (links), 0,2 km, bei GwKm 3,80 auf 880 m ü. A.
- Rudach (rechts), 5,6 km, bei GwKm 1,84 auf 728 m ü. A.
- Müselbach (rechts), 3,6 km, bei GwKm 1,39 auf 656 m ü. A.
- Tintelsbach (rechts), 2,2 km, bei GwKm 0,73 auf 568 m ü. A.
- Brunnentöbele (rechts), 0,6 km, bei GwKm 0,56 auf 542 m ü. A.
- Beckenmannbach (rechts), 2,0 km, bei GwKm 0,06 528 m ü. A. aus der Parzelle Beckenmann im Gütle,

Gunzenach/Kobelach mündet auf 512 m ü. A. bei GwKm 18,91 in die Dornbirner Ach.

## Wirtschaft
Die Kraft des Wassers der Gunzenach/Kobelach wurde im Bereich der Parzelle Beckenmann/Gütle bereits seit alters her für Sägen genutzt. Nach 1862 wurde etwa bei GwKm 0,25 ein 35 m langer Überleitungstunnel für das Wasser der Gunzenach/Kobelach zur Ebniterach (etwa GwKm 19,00) von der Fa. F. M. Hämmerle zur Nutzung des Wassers zum Antrieb von Baumwollspinnmaschinen geschaffen, der jedoch bereits 1867, mit dem Bau einer neuen Turbine überflüssig wurde. 1868 wurde für die neue Turbinenanlage beim „Eingefallenen Schrofen“ (etwa GwKm 1,47, Nähe Müselbach / Ammannsbrücke) die Gunzenach in eine neue, etwa 1570 m lange Wasserleitung gefasst. Ab 1885 wurden für diese Wasserleitung ein Speicherbecken geschaffen.

## Sport
Im unteren Bereich der Gunzenach/Kobelach, vor der Einmündung in die Dornbirner Ach, wird Canyoning ausgeübt.